# Dầu Tiếng (huyện)
Dầu Tiếng là một huyện cũ nằm ở phía tây bắc tỉnh Bình Dương, Việt Nam.

## Địa lý

### Vị trí địa lý
Huyện Dầu Tiếng nằm ở phía tây bắc tỉnh Bình Dương, cách thành phố Thủ Dầu Một khoảng 50 km về hướng tây bắc, cách hồ Dầu Tiếng 7 km về hướng nam, có vị trí địa lý:
- Phía đông giáp huyện Bàu Bàng và thị xã Chơn Thành, tỉnh Bình Phước
- Phía tây giáp các huyện Tân Châu, Dương Minh Châu và thị xã Trảng Bàng thuộc tỉnh Tây Ninh
- Phía nam giáp thành phố Bến Cát và huyện Củ Chi, Thành phố Hồ Chí Minh
- Phía bắc giáp huyện Hớn Quản, tỉnh Bình Phước.

Huyện Dầu Tiếng có diện tích 721,95 km², dân số năm 2021 là 130.813 người, mật độ dân số đạt 181 người/km².
Huyện lỵ là thị trấn Dầu Tiếng nằm trên đường tỉnh lộ 744. Tỉnh lộ 240 theo hướng đông nam đi thành phố Bến Cát, tỉnh lộ 239 theo hướng đông bắc đi thị xã Chơn Thành (tỉnh Bình Phước).

### Điều kiện tự nhiên

#### Địa hình
Địa hình gò đồi nhấp nhô, lượn thoải dần về phía Nam. Phía Bắc có dãy Núi Cậu, tổ hợp của 02 ngọn Núi Ông và Tha La.

#### Khí hậu
Nằm trong khu vực nhiệt đới gió mùa vùng Đông Nam Bộ, Dầu Tiếng có chung đặc điểm là nắng nóng kéo dài và mưa nhiều, khí hậu chia thành 2 mùa rõ rệt gồm mùa mưa (thường bắt đầu từ tháng 5 và kéo dài đến tháng 10) và mùa khô (thường bắt đầu từ tháng 11 đến tháng 4 năm sau). Tuy nhiên, khí hậu ở đây tương đối ôn hòa, ít thiên tai, bão lụt.

#### Sông ngòi
Dầu Tiếng có 02 con sông (Sài Gòn và Thị Tính). Sông Sài Gòn chảy qua Dầu Tiếng ở phía Tây và Tây Nam với khoảng chiều dài 50 km, tạo thành ranh giới tự nhiên giữa Dầu Tiếng với Tây Ninh, giữa Dầu Tiếng với Củ Chi (Thành phố Hồ Chí Minh) và sau đó đổ vào sông Đồng Nai ở Tân Thuận Đông. Sông Thị Tính nằm ở phía Đông huyện Dầu Tiếng, bắt nguồn từ Căm Xe chảy qua Bến Cát rồi đổ vào sông Sài Gòn ở Cầu Ông Cộ. Hai dòng sông trên cung cấp nguồn nước, mang phù sa bồi đắp cho những cánh đồng ở một số xã và điều tiết khí hậu cho địa phương. Ngoài ra, trên địa bàn huyện còn có hàng chục con suối cùng với một số hồ nước khá lớn như: hồ Cần Nôm, hồ Dầu Tiếng. Đặc biệt hồ Dầu Tiếng là một trong những hồ nước nhân tạo lớn nhất của Việt Nam và Đông Nam Á, với diện tích mặt nước 2.560 ha, dung tích chứa trên 1,5 tỷ m³ nước.

#### Thổ nhưỡng
Chủ yếu là đất xám nâu và đất xám phù hợp trồng các loại cây công nghiệp như cao su, điều và cây công nghiệp ngắn ngày.

## Hành chính
Huyện Dầu Tiếng có 12 đơn vị hành chính cấp xã trực thuộc, bao gồm thị trấn Dầu Tiếng (huyện lỵ) và 11 xã: An Lập, Định An, Định Hiệp, Định Thành, Long Hòa, Long Tân, Minh Hòa, Minh Tân, Minh Thạnh, Thanh An, Thanh Tuyền.

## Lịch sử
Trong thời chúa Nguyễn Phúc Chu mở mang vùng đất Đồng Nai – Gia Định (chính thức từ 1698) cho đến triều vua Minh Mạng nhà Nguyễn, vùng đất này là huyện Dầu Tiếng xưa có tên là tổng Dương Hòa Hạ, dưới triều Thiệu Trị đổi thành tổng Bình Thạnh Thượng huyện Bình Dương, tỉnh Gia Định.
Từ năm 1698 đến triều Minh Mạng 1820–1840), Địa hạ dưới thời Minh Mạng thực hiện vào năm 1836, đã ghi rõ: "Tổng Dương Hòa Hạ thuộc huyện Bình Dương (nay là địa bàn TP. HCM) phủ Tân Bình tỉnh Gia Định gồm có 8 thôn: An Định Thôn (xứ Bến Tàu), An Sơn Thôn (xứ Bến Oãn), An Thành Thôn (xứ Bến Đồng), An Thành Tây Thôn, Phú Thuận Thôn (xứ Suối Cương), Thanh An Thôn (xứ Bến Chùa), Thanh Tuyền Thôn (xứ Bến Gỗ), Bảo Định Thôn (xứ Dầu Tiếng).
Đặc biệt, địa danh Dầu Tiếng sau này được dùng đặt tên cho cả vùng đất "huyện Dầu Tiếng", đã xuất hiện trong địa hạ 1836 như là tên gọi một thôn, xóm.
Ngày 11 tháng 2 năm 1864, tổng Bình Thạnh Thượng (trước đây là tổng Dương Hòa Hạ) trực thuộc huyện Tân Minh, hạt Thanh Tra (một đơn vị hành chính ngang cấp tỉnh) Tây Ninh.
Ngày 3 tháng 2 năm 1866, tổng Bình Thạnh Thượng, huyện Tân Minh lại thuộc về hạt Thanh Tra Sài Gòn.
Tổng Bình Thạnh Thượng lúc bấy giờ có 12 thôn: An Sơn, An Thành Tây, An Thuận, An Thành, Định Thành, Kiến An, Kiến Điền, Phú Thứ, Phú Thuận, Thanh Điền, Thanh An, Thành Trị (Bến Súc).
Ngày 16 tháng 8 năm 1867, Pháp chia Nam Kỳ thành 24 hạt Thanh tra (Inspection), trong đó có hạt Thủ Dầu Một, Sài Gòn, Biên Hòa (trước đó hạt Thủ Dầu Một nguyên là huyện Bình An thuộc tỉnh Biên Hòa).
Ngày 5 tháng 6 năm 1871, Thống đốc Nam Kỳ ban nghị định điều chỉnh 24 hạt thanh tra xuống còn 18 hạt, hạt Thủ Dầu Một vẫn tồn tại và được nhận thêm tổng Bình Thạnh Thượng (vẫn gồm 12 thôn như cũ) được tách ra từ hạt Sài Gòn.
Đến năm 1900, trở thành tỉnh Thủ Dầu Một.
Năm 1916, thành lập quận Tương An thuộc tỉnh Thủ Dầu Một gồm 4 tổng người Kinh ở xa tỉnh lỵ, trong đó có tổng Bình Thạnh Thượng gồm có 11 làng: An Sơn, Kiến Điền, An Thành Tây, Định Thành, Phú Thứ, An Thành thôn, Kiến An, Phú Thuận, Thanh An, Thanh Điền (không có làng Thành Trị tức Bến Súc).
Ngày 30 tháng 7 năm 1926, quận Tương An giải thể và thành lập hai quận mới là Châu Thành và Bến Cát. Quận lỵ Bến Cát đặt ở Bến Cát gồm có hai tổng là Bình Hưng và Bình Thạnh Thượng. Ở tổng Bình Thạnh Thượng có một số thay đổi: nhập làng Phú Thuận với làng Phú Thứ và làng An Tây Thôn. Nhập làng An Sơn với làng Kiến Điền thành làng An Điền xã. Nhập làng Thanh Điền và làng Thanh Trì thành làng Thanh Tuyền. Các làng Định Thành, Kiến An, Thanh Sơn vẫn giữ nguyên không thay đổi.
Năm 1938, quận Bến Cát bị giải thể. Tổng Bình Thạnh Thượng trực thuộc quận Châu Thành gồm có 7 làng: Phú An Thôn, An Tây Thôn, Định Thành, An Điền xã, Kiến An, Thanh An và Thanh Tuyền tồn tại cho đến Cách mạng Tháng Tám năm 1945.
Ngày 7 tháng 3 năm 1946, thành lập quận Dầu Tiếng thuộc tỉnh Thủ Dầu Một.
Ngày 30 tháng 8 năm 1946, quận Dầu Tiếng bao gồm các làng Định Thành và Thanh Tuyền thuộc tổng Bình Thạnh Thượng trước đây.
Ngày 15 tháng 2 năm 1955, Thủ hiến Nam Việt (thuộc Chính phủ bù nhìn) chia tỉnh Thủ Dầu Một ra làm 6 quận. Quận Dầu Tiếng bao gồm một phần tổng Bình Thạnh Thượng với 4 thôn: Định Thành, Thanh An, Thanh Tuyền, Kiến An.
Ngày 14 tháng 12 năm 1955, Đại biểu Chính phủ tại Nam Việt thành lập ba làng mới lấy tên là Rạch Kiến tách từ làng Thanh Tuyền ở ven lộ 14, các làng Xuân Ninh và Trà Cổ nằm trong khu rừng cấm 171 tách khỏi làng Kiến An thuộc quận Dầu Tiếng.
Ngày 22 tháng 10 năm 1956 Chính quyền Sài Gòn ban hành Sắc lệnh 143/NV, chia tỉnh Thủ Dầu Một thành 3 tỉnh Bình Dương, Bình Long và Phước Long. Quận Dầu Tiếng thuộc tỉnh Bình Dương, gồm 1 tổng Bình Thạnh Thượng với 8 xã: Định Thành, Thanh An, Thanh Tuyền, Định Phước, Định Thọ, Định An, Định Thới. Quận lỵ Dầu Tiếng đặt ở xã Định Thành.
Ngày 2 tháng 7 năm 1962, Chính quyền Sài Gòn ban hành Nghị định số 669/ND/CP, quận Dầu Tiếng đổi tên thành quận Trị Tâm và thành lập ở quận này một xã mới tên là xã Thủ Nhơn.
Ngày 14 tháng 3 năm 1963, Chính quyền Sài Gòn ban hành Sắc lệnh 23sL, xã Bến Củi thuộc quận Khiêm Hanh, tỉnh Tây Ninh được sáp nhập vào quận Trị Tâm.
Ngày 20 tháng 1 năm 1967, xã Bến Củi thuộc quận Trị Tâm lại được trả về cho quận Khiêm Hanh, tỉnh Tây Ninh.
Sau năm 1975, quận Trị Tâm đổi thành huyện Dầu Tiếng.

### Từ năm 1976 đến nay
Tháng 2 năm 1976, 3 tỉnh Bình Dương, Bình Long và Phước Long hợp nhất thành tỉnh Sông Bé, huyện Dầu Tiếng thuộc tỉnh Sông Bé.
Ngày 11 tháng 3 năm 1977, Hội đồng chính phủ ra quyết định số 55-CP về việc sáp nhập huyện Dầu Tiếng vào huyện Bến Cát.
Ngày 29 tháng 8 năm 1994, Chính phủ ban hành Nghị định số 101/1994/QĐ-CP về việc chuyển xã Định Thành thành thị trấn Dầu Tiếng thuộc huyện Bến Cát.
Ngày 6 tháng 11 năm 1996, tỉnh Bình Dương được tái lập từ tỉnh Sông Bé, huyện Bến Cát thuộc huyện Bình Dương.
Tháng 1 năm 1997, chuyển 4 xã: Minh Hòa, Minh Tân, Minh Thạnh và Trừ Văn Thố thuộc huyện Bình Long, tỉnh Bình Phước về huyện Bến Cát quản lý.
Ngày 23 tháng 7 năm 1999, Chính phủ ban hành Nghị định 58/1999/NĐ-CP. Theo đó:
- Điều chỉnh 1.800 ha diện tích tự nhiên và 1.007 nhân khẩu của thị trấn Dầu Tiếng sáp nhập vào xã Định Hiệp
- Thành lập xã Định An trên cơ sở 11.570 ha diện tích tự nhiên và 5.377 nhân khẩu của xã Định Hiệp.
- Tái lập huyện Dầu Tiếng trên cơ sở 72.010 ha diện tích tự nhiên và 82.787 nhân khẩu của huyện Bến Cát.

Huyện Dầu Tiếng có 11 đơn vị hành chính trực thuộc gồm các xã Định An, Định Hiệp, Minh Hòa, Minh Tân, Minh Thạnh, Long Tân, An Lập, Thanh An, Thanh Tuyền, Long Hòa và thị trấn Dầu Tiếng.
Ngày 10 tháng 12 năm 2003, Chính phủ ban hành Nghị định 156/2003/NĐ-CP. Theo đó, thành lập xã Định Thành thuộc huyện Dầu Tiếng trên cơ sở 550 ha diện tích tự nhiên và 822 nhân khẩu của thị trấn Dầu Tiếng, 4.256 ha diện tích tự nhiên và 873 nhân khẩu của xã Định An, 555 ha diện tích tự nhiên và 1.004 nhân khẩu của xã Định Hiệp.
Ngày 17 tháng 11 năm 2004, Chính phủ ban hành Nghị định 190/2004/NĐ-CP về việc điều chỉnh 1.477 ha diện tích tự nhiên và 950 nhân khẩu của xã Minh Tân về xã Long Hòa quản lý.
Như vậy, huyện Dầu Tiếng có 1 thị trấn và 11 xã như hiện nay.

## Kinh tế - xã hội
Nơi đây chủ yếu sống bằng nghề trồng cao su, số buôn bán ở các vùng thị trấn...v.v
Hiện nay, trên địa bàn huyện Dầu Tiếng đang hình thành khu đô thị The Garden Houses nằm trên địa bàn xã Định An.

## Văn hóa

### Di tích và danh thắng
Đình thần Dầu Tiếng
Di tích lịch sử chùa Hoa Nghiêm
Di tích chiến thắng Suối Dứa
Sở chỉ huy tiền phương chiến dịch Hồ Chí Minh
Núi Cậu
Di tích rừng Kiến An
Suối Trúc
Chùa Thái Sơn - Núi Cậu
Khu di tích cách mạng Vườn Trầu
Lòng hồ Dầu Tiếng